# Кладовски-Град
Кладовски-Град или Фетислам  — крепость в Сербии, располагающаяся на берегу Дуная в нескольких километрах от Кладова. Была воздвигнута турками в 1524 году как плацдарм для захвата приграничных венгерских областей и вторжения в Трансильванию. Помимо этого, крепость выполняла и оборонительную функцию вместе с такими крепостями как Смедерево, Кулич, Рам и Голубац. Во время австро-турецких войн в 1717-1737 годах крепость вновь стала важным военным центром, была расширена и получила шесть новых бастионов. Очередное увеличение и усиление она пережила в 1818 году, после двух сербских восстаний. В 1867 году вместе с еще шестью крепостями она была передана князю Михаилу Обреновичу.

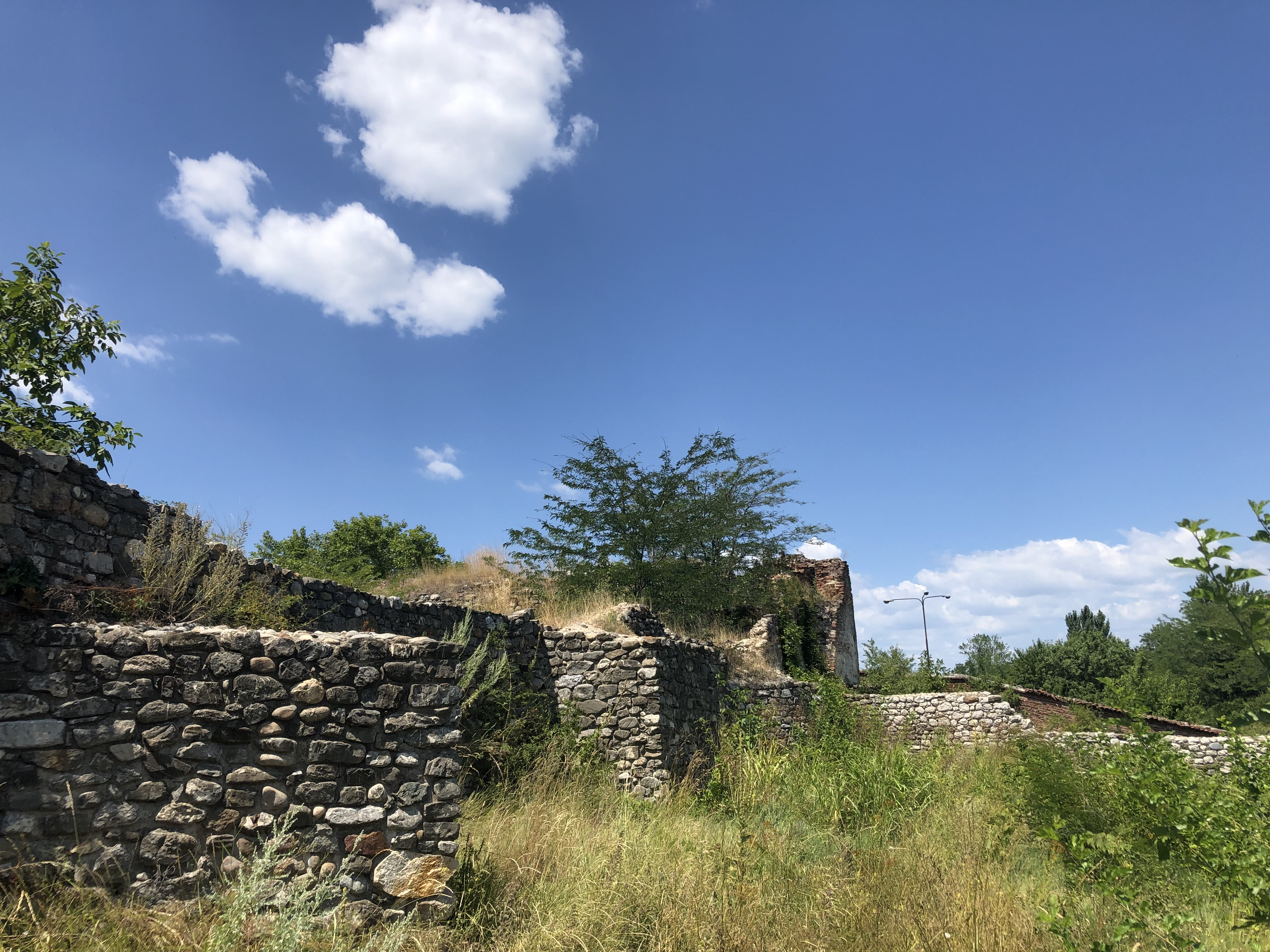
Фетислам

Археологические и консервационные работы велись в крепости в 1973—1977 годах и в 1981—1984 годах. После постройки ГЭС Джердап II крепость была частично затоплена. В настоящее время находится под защитой государства как памятник культуры.